# Tonny van de Vondervoort
Antonia Geertruida Maria (Tonny) van de Vondervoort (Raalte, 9 april 1950) is een Nederlandse voormalige politicus en bestuurder. Ze is een afstammelinge van landbouwers uit de Noord-Brabantse plaats Gemert.
Van de Vondervoort is een PvdA-bestuurder en was een van de vijf vrouwelijke staatssecretarissen in het eerste kabinet-Kok. Ze maakte carrière in de Groningse gemeentepolitiek als wethouder van onderwijs en cultuur en later van financiën en P&O. Daarna werd ze staatssecretaris van Binnenlandse Zaken, belast met de bestuurlijke reorganisatie en financiën lagere overheden. Ze bracht enkele grootschalige herindelingen tot stand, maar zag haar pogingen om stadsprovincies rond Rotterdam en Den Haag te vormen, mislukken. Ze slaagde er wel in om een nieuwe Financiële-Verhoudingswet in te voeren.
Op 1 januari 2004 werd ze waarnemend burgemeester van de gemeente Drechterland. Op 15 april 2006 nam ze als waarnemend burgemeester van Zaanstad het stokje over van Jan Mans, die daar de tijdelijk opvolger was van Henry Meijdam. Op 25 april 2007 werd Van de Vondervoort benoemd tot lid van het college van Gedeputeerde Staten van Zuid-Holland. Zij was verantwoordelijk voor de portefeuille Samenleving & Zorg, Sport, Grondbeleid en de Oude Rijnzone.
Op 13 april 2011 werd zij benoemd tot waarnemend burgemeester in Sliedrecht nadat Martin Boevée, aanvankelijk tijdelijk en later definitief, zijn functie had neergelegd. Eind november 2012 werd Bram van Hemmen de nieuwe burgemeester van Sliedrecht.
Op 19 augustus 2013 werd zij benoemd tot waarnemend burgemeester van Doetinchem. Dit bleef zij tot 5 februari 2014.
In augustus 2014 werd Van de Vondervoort voorzitter van GGD GHOR Nederland, de koepelorganisatie van de 25 gemeentelijke gezondheidsdiensten (GGD’s) en Geneeskundige Hulpverleningsorganisaties in de Regio (GHOR). In augustus 2020 werd zij opgevolgd door André Rouvoet.
- Parlement.com: vg09lldv7wzv